# Jeffrey Hunter
Jeffrey "Jeff" Hunter (ursprungligen Henry Herman "Hank" McKinnies, Jr.), född den 25 november 1926 i New Orleans i Louisiana, död den 27 maj 1969 i Los Angeles i Kalifornien, var en amerikansk skådespelare och producent. Hans filmkarriär nådde sin höjdpunkt 1956 då han medverkade i John Fords westernklassiker Förföljaren (The Searchers) med John Wayne. Två andra kända framträdanden var rollen som Jesus i den bibliska filmen King of Kings och som kapten Christopher Pike i det ursprungliga pilotavsnittet i Star Trek.
Hunter växte efter 1930 upp i Milwaukee i Wisconsin där han tog examen vid Whitefish Bay High School. Han började agera i lokal teater och radio som ung tonåring. Han verkade i USA:s flotta under Andra världskriget. Mellan 1946 och 1949 studerade han teater vid Northwestern University i Evanston, Illinois.

## Filmografi (i urval)

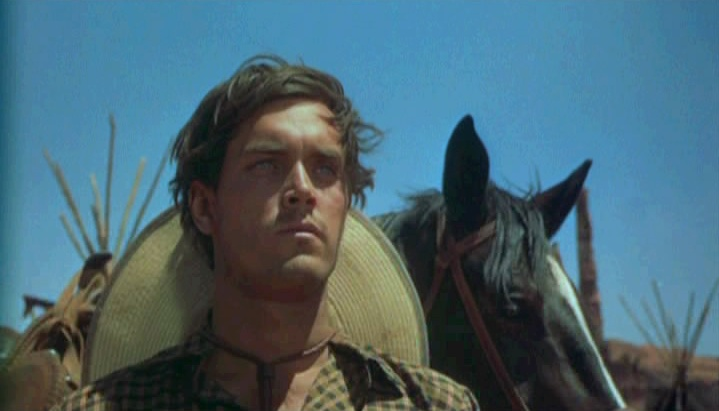
Jeffrey Hunter i Förföljaren (1956).

### Filmer
| År   | Titel            | Roll          | Info       |
| ---- | ---------------- | ------------- | ---------- |
| 1950 | Julius Caesar    | Third Plebian | uncredited |
| 1955 | Den vita fjädern | Little Dog    |            |
| 1956 | Förföljaren      | Martin Pawley |            |
| 1961 | King of Kings    | Jesus         |            |

### TV-serier
| År        | Titel          | Roll                     | Info               |
| --------- | -------------- | ------------------------ | ------------------ |
| 1963-1964 | Temple Houston | Temple Houston           | 26 avsnitt         |
| 1966      | Star Trek      | Captain Christopher Pike | First pilot of two |